# Melusine von der Schulenburg, Ducesă de Kent
Ehrengard Melusine Baroness von der Schulenburg, Ducesă de Kendal și Ducesă de Munster (25 decembrie 1667 – 10 mai 1743) a fost metresa de lungă durată a regelui George I al Marii Britanii.

## Biografie
S-a născut la Emden în ducatul Magdeburg. Tatăl ei a fost Gustavus Adolphus Baron von der Schulenburg, iar mama Petronelle Oddie de Schwenken. Fratele ei a fost mareșalul Johann Matthias von der Schulenburg].
A devenit metresă a prințului elector George Louis când era doamnă de onoare a Sofiei de Hanovra. În 1698 George Louis a devenit Elector de Hanovra și în 1714 rege al Marii Britanii sub numele George I.
Melusine s-a mutat cu el în Anglia; la 18 iulie 1716 a fost numită Ducesă de Munster, marchiză de Dungannon, contesă de Dungannon și baronesă Dundalk. La 19 martie 1719 a fost numită Ducesă de Kendal, contesă de Feversham și baroneasă Glastonbury.
În 1723, Carol al VI-lea, Împărat Roman a numit-o Prințesă de Eberstein. Această ultimă numire, în special, a avut tendința de a susține teoria ca ea s-a căsătorit în secret cu regele. Robert Walpole a spus despre ea că a fost "la fel de mult regina Angliei ca un adevărată". (Soția lui George I, Sophia a fost ținută în închisoare de la divorțul lor în 1694).
Ducesa de Kendal a fost o femeie foarte subțire, cunoscută în Germania ca "Sperietoarea" iar în Anglia ca "Arminden". Ea a avut trei copii nelegitimi cu regele:
- Anna Luise Sophie von der Schulenburg, Contesă de Dölitz (1692–1773), s-a căsătorit cu Ernest August Philipp von dem Bussche zu Ippenburg.
- Petronilla Melusina von der Schulenburg, Contesă de Walsingham (1693–1778), s-a căsătorit cu Philip Stanhope, Conte de Chesterfield.
- Margaret Gertrude von der Schulenburg, Contesă de Oeynhausen (1701–1726), s-a căsătorit cu Albrecht Wolfgang, Conte de Schaumburg-Lippe.